# Mobile Homer
Mobile Homer, titulado Homer-Móvil en España y La casa rodante de Homero en Hispanoamérica, es el decimotercer episodio de la decimosexta temporada de la serie de televisión animada Los Simpson, emitido originalmente el 20 de marzo de 2005. El episodio fue escrito por Tim Long y dirigido por Raymond S. Persi. En este episodio, Marge decide recortar drásticamente los gastos cuando Homero es rechazado por todas las compañías de seguros, pero este decide usar los ahorros para comprarse una casa rodante.

## Sinopsis
Marge da un paseo en coche con sus hijos, mientras Homer se queda en casa para ordenar el garaje. Sin embargo, el Homer eficiente y fuerte que ella imagina difiere completamente del Homer que apenas sabe por dónde empezar con su tarea. 
Intentando mover una caja, Homer es atacado por las arañas que estaban debajo. Queriendo eliminarlas, rocía su cara con un spray anti-arañas, pero esto lo deja ciego y provoca que se tropiece con la patineta de Bart, haciéndolo caer al suelo adolorido. Al ver a una araña colgando del portón del garaje, Homer le lanza una revista para intentar matarla, pero falla y provoca que la puerta se cierre dándole continuos golpes en el pecho hasta asfixiarlo.
Entonces llega el resto de la familia, y Lisa y Bart le salvan con primeros auxilios.
Esa misma noche, Marge tiene una charla con su marido en la que expresa su temor a que Homer muera debido a los continuos accidentes que tiene y a quedarse sola a cargo de tres hijos, y le pide que se haga un seguro de vida.
Homer acepta y el día siguiente ambos van a solicitarlo, pero al ver la patosidad de Homer le califican como "No Asegurable".
Poco después, Marge intentan pensar positivo pero ve en la TV un programa que narra la muerte en la miseria y la locura de una mujer rica debido a que su marido no tenía un seguro de vida. Debido a esto, Marge comienza a preocuparse mucho por el dinero y el ahorro, comprando productos baratos y de baja calidad y guardando los ahorros en un gran tarro. No obstante después de una pequeña discusión con Marge, Homer piensa que ese dinero debería ser gastado por él mismo, ya que ha sido ganado por él, así que a escondidas compra una autocaravana, que aparca en el jardín trasero, en la que es el rey, según dice él mismo. Este hecho provoca que su esposa le retire la palabra, mientras que sus hijos son tentados por ambos para quedarse en una de las dos casas.
Mientras Homer llena el depósito de gasolina, conoce a un grupo de gente que también vive en autocaravanas y les invita a establecerse en su jardín, lo cual agrava más el enfado de Marge, quien ve cómo su jardín se ha convertido en un lugar donde se celebran fiestas hasta tarde y todo se llena de humo. Harta ya, corta el suministro eléctrico. Dado esto, sus amigos de autocaravana se enfaden y salgan del hogar, entonces Homer se enoja porque Marge no lo deja hacer lo que quiera y esta se pasa toda la noche diciendo las cosas que no le gustan de él.
A la mañana siguiente, hartos de ver como sus padres discuten cada vez más, y aprovechando la disputa entre ellos, Bart y Lisa se montan en la autocaravana y deciden devolverla ellos mismos. Pero a pese a sus intentos de conducir correctamente, acaban saliendo a la autopista a toda velocidad.
Sus padres llegan finalmente a un acuerdo y Homer decide devolver su nuevo "hogar", pero leyendo la nota que han dejado sus hijos comprueba que ya es tarde y se le han adelantado, por lo que él y Marge deciden ir tras ellos. Terminan alcanzándolos en la autopista y les piden que frenen y se bajen, pero Bart exige que se reconcilien antes. Homer y Marge lo demuestran con un beso, pero ni Lisa ni Bart llegan hasta los frenos, y deciden tomar un carril especial para caravanas, que desgraciadamente aún está en construcción. La autocaravana sale proyectada desde un barranco y acaba cayendo sobre un carguero turco en el puerto de Springfield. Marge consigue persuadir al capitán de que les dejen subir ofreciéndoles todas las latas de la sopa barata que había comprado. Finalmente, la autocaravana es hundida por Homer en un intento por devolverla a tierra, evitando cualquier devolución. La familia se queda a cenar en el barco, y a Marge le ponen droga en la comida para que no se encuentre tan tensa ante la pérdida de dinero que acaban de sufrir.